# 華融國際金融
華融國際金融控股有限公司，簡稱華融國際金融控股，以及華融國際金融（英語：Huarong International Financial Holdings Limited；港交所：0993），於1998年2月10日，由鑫成金屬（集團）有限公司更名而來，前身為「天行國際（控股）有限公司」。
為中国华融资产管理股份有限公司旗下公司。
現時業務在香港經營證券、黃金，和外匯業務，曾經營汽車和相關產品買賣業務，也因為效益欠佳而終止，現時總部位於香港金鐘道88號太古廣場二座16-17樓。當時總裁為紀曉波（前藝人吳佩慈男友）則在2013年2月1日退任，現任總裁為劉曉東。